# Шеман-де-Ревуар
Шеман-де-Ревуар — це доріжка в районі Ле-Ревуар Князівства Монако. Це найвища точка Монако.

## Особливості
Найвища точка Монако — 162 метри (528 футів) над рівнем моря, розташований на цій стежці, на схилах гори Мон-Егіль, гори, вершина якої розташована з французького боку. Частина території Князівства дуже крута і географічно є частиною Альп, які простягаються до Середземного моря.